# Eddard Stark
Eddard Stark, anomenat Ned, és un personatge fictici de la sèrie de literatura fantàstica Cançó de gel i de foc de l'autor estatunidenc George R. R. Martin. Fou cap de la Casa Stark, Senyor d'Hivèrnia i Guardià del Nord. Durant la Guerra de l'Usupador es va casar amb Catelyn Tully, amb qui va tenir cinc fills legítims: tres fills, Robb, Bran i Rickon, i dues filles, Sansa i Arya. A més, té un fill bastard, Jon Neu.
L'Eddard tenia la cara allargada, cabell fosc i ulls grisos, trets típics de la Casa Stark. La seva barba començava a tornar-gris quan va morir. No és ni tan alt ni tan atractiu com ho va ser el seu germà gran, Brandon Stark. En Ned va ser conegut pel seu sentit de l'honor i la justícia, i la seva família el descriu com amable i generós, encara que alguns consideren el seu caràcter reservat com fred i distant.
Tot i que el personatge es consolida com el personatge principal de la novel·la i la primera temporada de l'adaptació a la televisió, un gir argumental que implica Ned al final de la novel·la i al final de la primera temporada va sorprendre tant als lectors del llibre com als espectadors de la sèrie de televisió.
Ned és interpretat per Sean Bean a la primera temporada de Game of Thrones, quan era un nen per Sebastian Croft a la sisena temporada i de jove adult per Robert Aramayo a la sisena i la setena temporada. Bean va ser nominat al Premi Saturn com a millor actor de televisió i al Premi Scream al millor actor de fantasia pel paper. Ell i la resta del repartiment van ser nominats als Premi del Sindicat d'Actors de Cinema a la interpretació destacada d’un conjunt en una sèrie dramàtica el 2011.

## Història
Tal com s'estableix a "Joc de trons", l'Eddard va ser el segon fill d'en Rickard Stark. Des dels vuit anys va ser criat per en Jon Arryn com el seu pupil. Mentre va estar a la Vall d'Arryn va conèixer en Robert Baratheon, un altre pupil de l'Arryn, i ràpidament es van convertir en amics. Posteriorment, aquest es va convertir en el promès de la seva germana menor, la Lyanna Stark.
Durant el Torneig de Harrenhal va conèixer la Lady Ashara Dayne, de qui, segons fonts no canòniques, es va enamorar.
Quan en Rhaegar Targaryen aparentment va segrestar la Lyanna, va lluitar al costat d'en Robert i d'en Jon Arryn en la que seria coneguda com la Guerra de l'Usurpador. L'Aerys II va executar el seu pare i el seu germà Brandon a Port Reial acusats d'amenaces i intent d'assassinat del príncep Rhaegar, de manera que l'Eddard es va casar amb la promesa d'en Brandon, la Catelyn Tully, com a part de les negociacions perquè la Casa Tully aportés el seu exèrcit per lluitar contra el rei Aerys.
Després de la batalla del Trident va arribar a Port Reial massa tard per evitar el saqueig de la ciutat i l'assassinat de l'esposa i dels fills d'en Rhaegar. En Robert va estar més complagut que fastiguejat que estiguessin morts, però l'Eddard, d'altra banda, es va disgustar pel salvatgisme de l'acte, condemnant-lo d'assassinat i dient que els joves prínceps no eren més que nadons. L'agra resposta d'en Robert va ser "no veig nadons, només ous de drac". Ni tan sols en Jon Arryn va poder refredar la discussió que va seguir entre els amics, i l'Eddard va deixar la Fortalesa Roja per anar en ajuda de l'Stannis Baratheon, que resistia el setge de Rompent de Tempestes. Només la mort de la Lyanna i la pena i dol compartits van poder tornar a unir els amics.
En l'última batalla de la guerra, a la Torre de l'Alegria, es va enfrontar juntament amb sis companys (Howland Reed, Willam Dustin, Ethan Glover, Martyn Cassel, Theo Wull i Mark Ryswell) contra els últims membres de la Guàrdia Reial, Ser Arthur Dayne, Ser Oswell Whent i el Lord Comandant de la Guàrdia Reial, en Gerold Hightower, que protegien una petita torre a les muntanyes vermelles de Dorne, on el príncep Rhaegar mantenia la Lyanna. Només van sobreviure en Ned i l'Howland Reed, però la Lyanna va morir poc després d'aconseguir arrencar-li una promesa, la qual assetjaria l'Eddard per la resta de la seva vida. Després d'això, l'Eddard es dirigeix a Campestrella, on lliura la Lady Ashara Dayne l'espasa del seu germà Arthur Dayne, l'Albor.
Sis anys després de la coronació d'en Robert, ell i l'Eddard van unir forces per mitigar la Rebel·lió Greyjoy, el que va afermar la posició d'en Robert en el Tron de Ferro.

## Esdeveniments recents

### Joc de Trons
El Rei Robert I el nomena Mà del Rei en el seu viatge a Hivèrnia. L'Eddard accepta a contracor, entre altres motius per aclarir el suposat assassinat de Jon Arryn. Ja en Port Reial, es mou malament en l'ambient intrigant de la cort i renúncia al seu càrrec quan Robert ordena matar Daenerys Targaryen.
Quan la seva dona Catelyn captura a Tyrion Lannister sota la sospita que va ser ell qui va enviar a un assassí per matar Bran, el seu germà Jaime Lannister l'hi tendeix una emboscada en la qual es trenca una cama. Durant la seva convalescència, Robert el torna a nomenar Mà del Rei, amenaçant que, si s'hi negava, nomenaria Jaime.
Mentre el rei està de caça, en Ned seu al Tron de Ferro. Tres Senyors de les Terres dels Rius es presenten amb notícies sobre el saqueig de diversos pobles a mans de Ser Gregor Clegane. L'Eddard envia a Beric Dondarrion, Thoros de Myr i un petit destacament per portar a Gregor a la justícia.
Mentre investigava l'interès de Jon Arryn pels bastards d'en Robert, Ned descobreix el llibre "Llinatges i Històries de les Grans Cases dels Set Regnes", que l'hi mostra que cada vegada que membres de les Cases Baratheon i Lannister han contret matrimoni, la seva descendència tenia el cabell negre predominant dels Baratheon, així, descobreix que els fills del rei són realment producte de l′incest entre la reina Cersei i el seu germà bessó, Jaime Lannister. Eddard decideix confrontar a la reina, donant-l'hi la possibilitat de fugir amb els seus fills mentre pogués. Per contra, Cersei va usar aquesta advertència com un al·licient per orquestrar l'assassinat d'en Robert.
Durant la seva agonia, Robert li ordena escriure a Ned una carta, la qual, després que morís, el proclamaria Lord Regent per governar en nom d'en Joffrey mentre aquest seguís sent menor d'edat, seguit de la seva signatura i segell. Ned rebutja els suggeriments d'en Renly Baratheon, que planeja fer presonera a Cersei, i de Petyr Baelish, qui li urgeix perquè es declari Regent abans que la reina i el príncep hereu accedeixin al tron. Eddard planeja lliurar el Tron de Ferro a Stannis Baratheon, el legítim hereu dels Set Regnes. Baelish promet el suport de la Guàrdia de la Ciutat, però l'acaba traint tan aviat com en Robert es mor.
Quan Eddard decideix fer pública la il·legitimitat dels fills de la Cersei i l'herència legítima de l'Stannis com rei, és capturat a la Sala del Tron i declarat traïdor.
És tancat a les masmorres de la Fortalesa Roja, on el visita Varys, qui l'hi explica que si confessa la seva traïció, la seva vida serà perdonada i se l'hi permetrà unir-se a la Guàrdia de la Nit. Ned inicialment es refusa, però accepta confessar la inexistent traïció en públic per salvar la seva filla Sansa. Així ho fa davant del Gran Septe de Baelor, però Joffrey I Baratheon no es mostra gens benèvol ordenant que el decapitin, al·legant que sota el seu regnat la traïció no té perdó. Ser Ilyn Payne, la Justícia del Rei, realitza l'execució amb el pròpia espasa d'en Ned, la Gel, davant les impotents presències de l'Arya i Sansa. En Joffrey mana clavar el seu cap en una pica i obliga a la Sansa contemplar-lo.

### Xoc de Reis[7]
Tyrion Lannister ordena que el cap de l'Eddard, així com la resta dels caps, siguin remogudes de les piques. Els ossos de l′Eddard Stark són enviats a Aigüesdolces per ordre d'en Tyrion i, posteriorment, Catelyn Tully ordena que siguin portats al Nord perquè puguin ser enterrats a la cripta d'Hivèrnia, al costat del seu germà, germana i pare.
Els Fills del Ferro ataquen poc després Fossat Cailín, impedint que els ossos arribessin a Hivèrnia, i es troben en parador desconegut. Lady Dustin, ressentida amb els Stark, assegura que no permetrà que els ossos d'Eddard arribin a la cripta d'Hivèrnia.

### Dansa amb Dracs[8]
En Bran Stark, mentre practica per esdevenir un verdvident, té una visió del seu pare en el passat a través dels ulls de l′Arbre Cor del bosc de déus d'Hivèrnia. A través de l'arbre, Bran escolta les oracions del seu pare demanant que la seva dona el perdonés i que en Jon i Robb creixessin junts com germans.
Barbrey Ryswell, que un cop aspirava a casar-se amb en Brandon Stark, esmenta a Theon Greyjoy que culpa a l'Eddard de la mort del seu marit, Willam Dustin. Ella l'hi diu a Theon que si mai descobreix la ubicació dels ossos de Eddard, mai permetrà que siguin enterrats en les criptes d'Hivèrnia, com venjança contra l'Eddard per tornar sense els ossos del seu marit.
No obstant això, moltes altres cases del Nord recorden amb amor i respecte a Ned pel seu just lideratge i per ser tan honorable, tot i que l'Eddard mai va pensar que estigués al nivell del seu germà gran Brandon.